# Bierbrouwerij de Roskam

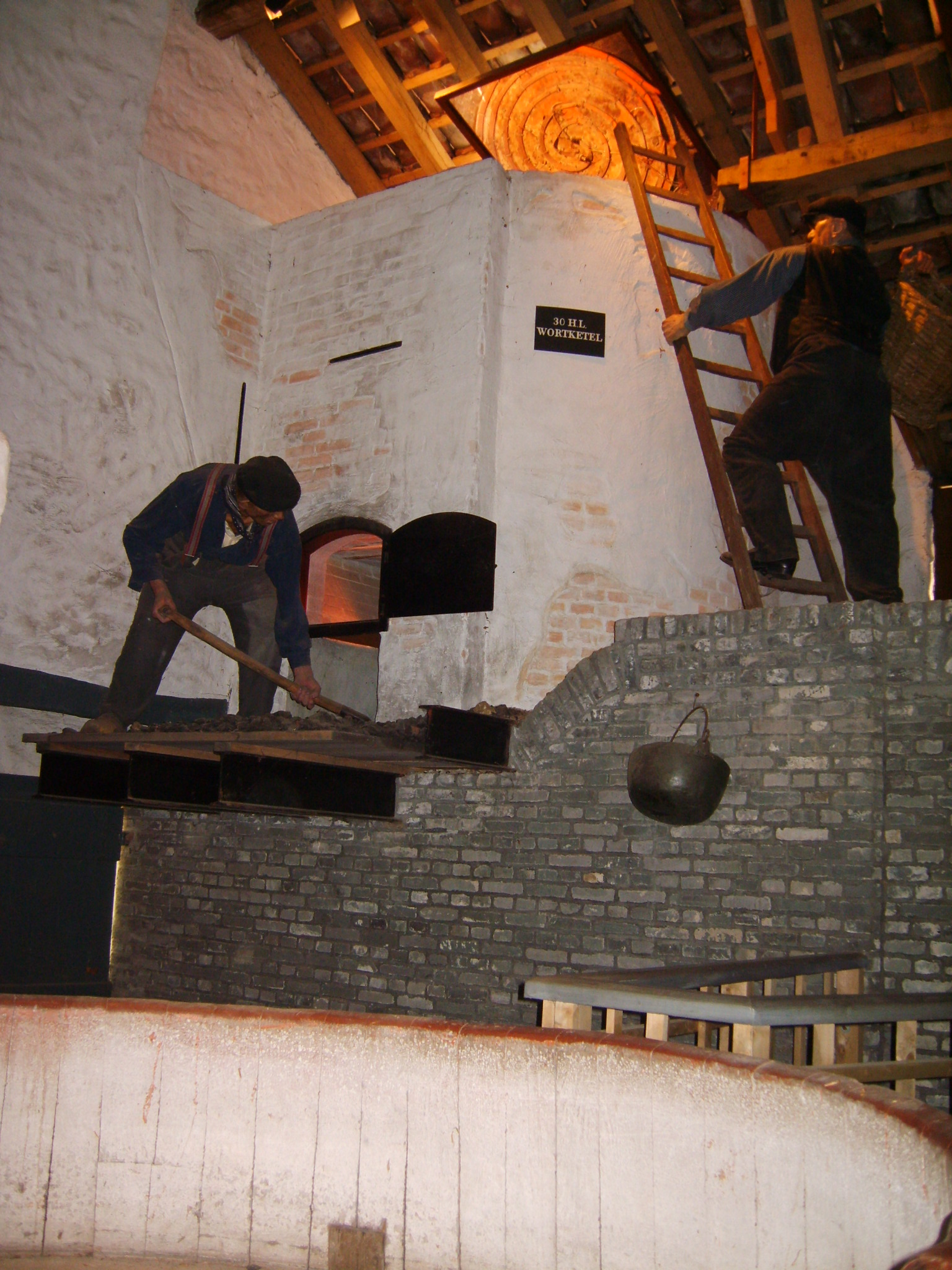

Bierbrouwerij de Roskam uit Ulvenhout is een bouwwerk dat zich tegenwoordig in het Nederlands Openluchtmuseum in Arnhem bevindt.

## Geschiedenis
De bierbrouwerij werd omstreeks 1750 gebouwd in Ulvenhout, ter hoogte van de tegenwoordige Dorpstraat 119. De brouwerij, annex herberg, was eerst in handen van de familie Bastiaansen en daarna van de familie Kanters. In 1889 kocht Nicolaas Nooren, broer van (de Princenhaagse) brouwer Jacobus, De Roskam in Ulvenhout. Nooren kwam uit een echte brouwersfamilie. Zijn betovergrootvader Adriaan Nooren brouwde al in 1791 in De Koe aan de Liesboslaan te Princenhage. Toen Nicolaas acht jaar later stierf, volgde broer Henri hem op en brouwde bovengistend donker bier. Deze laatste eigenaar, Henri Nooren (1875-1967), sloot in 1925 de brouwerij, wat in die tijd met vele kleine brouwerijen gebeurde. Henri runde niet alleen de brouwerij, maar ook een boerderij met een tiental koeien en jongvee.
Rond 1900 waren er meer dan 200 van dit soort brouwerijtjes in Noord-Brabant. In 1930 waren er daar nog maar 23 van over.  De Roskam hoorde daar dus niet bij. Dat de Brabantse brouwerijen in ras tempo verdwenen, had in eerste instantie te maken met de veranderende smaak van de consument. Die gaf steeds meer de voorkeur aan pils boven donker bier. De traditionele brouwerijen waren niet ingericht op het brouwen van ondergistend pils. Toen tijdens de Eerste Wereldoorlog de aanvoer van mout en graan stopte, sloten nog meer brouwerijen de deuren. Het afgekondigde bierbesluit van 1926 betekende voor de meeste nog overgebleven brouwerijen de doodsteek. Er werden hogere eisen gesteld aan kwaliteit en bereidingswijze van het bier. De brouwers moesten daartoe flink investeren en voor de meeste was dat onmogelijk.
Zijn dochter Cor Elst-Nooren verklaarde in 2008: "Wij waren thuis met drie meisjes. Omdat er geen zonen waren om het bedrijf op termijn over te nemen, heeft mijn vader niet geïnvesteerd en is hij gestopt met het brouwen".
Enkele jaren lang bleef het gebouw leeg staan, maar het werd in 1938 door het Nederlands Openluchtmuseum aangekocht. In 1940 werd het oorspronkelijke gebouw gesloopt, waarna het in 1942-1943 werd herbouwd op het museumterrein in Arnhem. De bierketel was afkomstig uit Ulvenhout, de verdere inventaris kwam van Bierbrouwerij de Valk uit Sint-Oedenrode.
In 2007 werd een moderne aanbouw aan de oude brouwerij toegevoegd. Sinds 20 december van dat jaar wordt er door het museum een eigen soort bier gebrouwen, genaamd: 't Goeye Goet.

## Trivia
- Tijdens de sloop van de oorspronkelijke brouwerij bleef een van de bierkelders achter in Ulvenhout. Thans wordt deze kelder als opslagruimte gebruikt.